# Tanjung (Bringin)
Tanjung is een bestuurslaag in het regentschap Semarang van de provincie Midden-Java, Indonesië. Tanjung telt 846 inwoners (volkstelling 2010).